# Federalist Papers

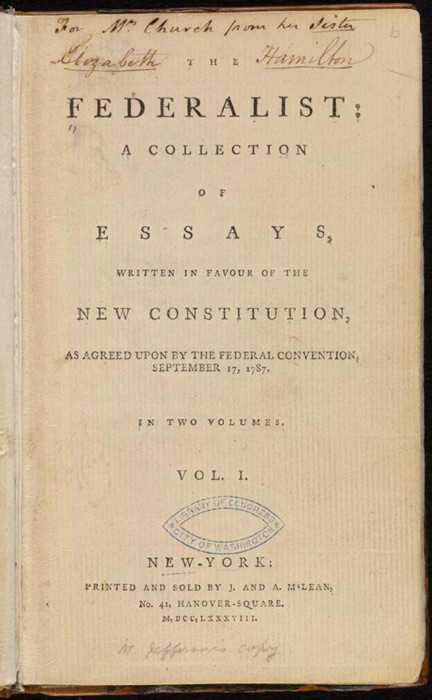
Första upplagan av The Federalist.

The Federalist Papers är den populära beteckningen på en serie av 85 artiklar (essäer) som förespråkar ratificeringen av USA:s konstitution. 75 av essäerna publicerades i tidskrifterna The Independent Journal och The New York Packet mellan oktober 1787 och augusti 1788. Dessa och åtta andra artiklar, publicerades i två volymer 1788 av J. och A. McLean. Seriens korrekta titel är "The Federalist" (titeln The Federalist Papers började användas under 1900-talet). Texterna är än idag en primär källa för uttolkningen av den amerikanska konstitutionen, eftersom de utgör en filosofisk bas för den konstitution som senare antogs. Författarna ville både argumentera för att konstitutionen skulle antas och forma framtida tolkningar av konstitutionen.

## Författare
Texterna skrevs, under pseudonymen Publius av:
- Alexander Hamilton
- James Madison
- John Jay

## Hamiltons inledning
To the People of the State of New York:

AFTER an unequivocal experience of the inefficiency of the subsisting federal government, you are called upon to deliberate on a new Constitution for the United States of America. The subject speaks its own importance; comprehending in its consequences nothing less than the existence of the UNION, the safety and welfare of the parts of which it is composed, the fate of an empire in many respects the most interesting in the world...